# Света Богородица Гавальотица
Вижте пояснителната страница за други значения на Света Богородица.
„Света Богородица Гавальотица“ (на гръцки: Παναγίας Γαβαλιώτισσας) е средновековен манастир, построен между 1360 и 1366/1367 година от деспот Тома Комнин Прелюбович. Манастирът вече не съществува и на негово място има малка църквичка „Преображение Господне“ (Μεταμορφώσεως του Σωτήρος).

## Местоположение
Манастирът е бил разположен край град Воден, в гористата местност Гавальотица (Гавалиотиса) край пътя за Съботско, където през Възраждането българското население традиционно чества празника на „Св. св. Кирил и Методий“.
Край църквата е построен амфитеатър с капацитет от 2400 зрители, в който се организират много събития.